# Raimundo Nina Rodrigues
Raimundo Nina Rodrigues (Vargem Grande, État de Maranhão, 1862 — Paris, France, 1906) était un médecin légiste, psychiatre, professeur d’université, épidémiologiste, ethnologue, sociologue et anthropologue brésilien.
Nina Rodrigues fut l’un des introducteurs de l’anthropologie criminelle, de l’anthropométrie et de la phrénologie au Brésil. Dans le domaine de la médecine légale, il proposa une reformulation du concept de responsabilité pénale, conçut une réforme des examens médico-légaux et fit figure de pionnier dans l’assistance médico-légale aux malades mentaux, en plus de défendre le recours à l’expertise psychiatrique non seulement dans les asiles d’aliénés, mais aussi devant les tribunaux. Souscrivant au déterminisme biologique, il diffusa dans son pays les thèses racistes modernes, d’origine européenne, en les faisant passer pour scientifiques et avancées ; bien que mulâtre lui-même, il dénonça les effets selon lui délétères de la mixité raciale, affirma l’inaptitude des populations non blanches à la civilisation et leur propension à la délinquance, et vit dans leur présence au Brésil « l’un des facteurs 
de notre infériorité en tant que peuple ». Sans avoir jamais rencontré le chef religieux Antônio Conselheiro, fondateur de la communauté de Canudos, il s’évertua à interpréter la rébellion de Canudos comme étant le résultat de l’effet de contamination d’un psychotique (« délirant chronique ») sur une population campagnarde fétichiste et instable — car racialement mixte —, et ôta ainsi au conflit toute portée économique et sociale ; cette thèse contestable, promptement adoptée par les élites républicaines du littoral, aidera à justifier la guerre d’anéantissement menée contre Canudos et sous-tendra l’ouvrage qu’Euclides da Cunha consacra à ce conflit.

## Vie et carrière
Fils de Francisco Solano Rodrigues, colonel et propriétaire terrien, et de Luísa Rosa Nina Rodrigues, issue d’une des cinq familles de juifs sépharades qui avaient débarqué sur les côtes du Maranhão pour échapper aux persécutions dans la péninsule Ibérique, Raimundo Nina Rodrigues grandit dans sa ville natale, sous les soins de sa marraine mulâtre, qui aidait sa mère dans ses affaires ainsi que dans l’éducation des enfants.
Il fit ses études au collège São Paulo, puis au Seminário das Mercês, à São Luís. Selon ses propres dires, et selon ce qu’en rapportent ses condisciples, il était de santé fragile. Dans la mémoire familiale, il est décrit comme chétif, « très laid », et irritable. En 1882, il s’inscrivit à la faculté de médecine de la Bahia, à Salvador, y fréquenta les cours jusqu’en 1885, pour ensuite poursuivre son cursus à Rio de Janeiro, où il conclut sa quatrième année de faculté. De retour dans la Bahia l’année suivante, il y rédigera son premier article, traitant de la lèpre dans le Maranhão.
Revenu à Rio de Janeiro, il acheva le cursus médical en soutenant en 1887 une thèse à propos de trois cas de paralysie progressive dans une famille. En 1888, il commença à pratiquer la médecine à São Luís, dans un cabinet de consultation sis dans la rue anciennement nommée rua do Sol, rebaptisée depuis rua Nina Rodrigues. Cependant, durant ce bref séjour dans sa terre natale, il se heurta à l’incompréhension et à l’hostilité de ses collègues médecins, notamment pour avoir imputé à une alimentation déficiente les problèmes de santé de la population de la région. Il résolut bientôt de fuir le provincialisme et le sobriquet de Dr Farine Sèche dont il avait été affublé, et s’en fut s’établir définitivement dans l’État de Bahia.
À Salvador, il trouva un environnement propice aux recherches sociales qui l’attiraient fortement. Les travaux en la matière étaient alors la continuation directe de l’anthropologie criminelle dont les fondements avaient été jetés par le médecin italien Cesare Lombroso et se situaient dans la droite ligne de la sociologie positiviste appliquée au domaine pénal.
Dans cette ville qui hébergeait, au moment de l’abolition de l’esclavage, plus de deux mille habitants d’origine africaine répertoriés, il se voua à la pratique médicale et aux soins pour les plus défavorisés, ce qui lui valut l’appellation de docteur des pauvres.
En 1889, reçu au concours de recrutement de la faculté de médecine de Bahia, il fut nommé maître de conférences à la chaire de médecine clinique, dont le titulaire était José Luís de Almeida Couto, républicain historique, abolitionniste et homme politique d’envergure nationale. Cependant, son objet d’étude et d’investigation se situait en dehors du cadre de l’institution universitaire. Il ne cessa en effet, si critiqué qu’il fût, de se pencher sur les infortunes de ces populations exclues du centre du pouvoir. « Nina est fou ! Il fréquente les candomblés, se couche avec les inhaôs (sic) et mange le repas des orishas » — voila une des piques typiques lancées par ses collègues enseignants, selon ce qu’en rapporta son disciple et admirateur Estácio de Lima, dans son livre Velho e Novo Nina.
Nina Rodrigues et Alfredo Tomé de Brito, médecin lui aussi et ultérieurement directeur de la faculté de médecine de la Bahia, épousèrent chacun une des filles du professeur Almeida Couto – la famille raconte que chacun s’était d’abord financé avec l’une des sœurs avant d’épouser l’autre.
Dans sa deuxième tentative de classification raciale de la population, cette fois à l’échelon national, exposée dans un article paru en 1890 dans la Gazeta et dans Brazil-Médico, de Rio de Janeiro, apparut pour la première fois l’intitulé d’anthropologie pathologique. Il écrivit également une note appuyant l’initiative de Brás do Amaral, professeur d’Éléments d’anthropologie à l’Institut d’instruction secondaire de Salvador, visant à mettre sur pied une collection d’objets anthropologiques – squelettes, touffes de cheveux et lambeaux de peau provenant des Indiens de l’État. Lors du Troisième Congrès brésilien de Médecine et de Chirurgie, réuni à Salvador en octobre de cette même année 1890, de la commission exécutive de laquelle Nina Rodrigues fut élu trésorier, il présenta trois comptes rendus de travaux, parmi lesquels celui d’une autopsie pratiquée par lui, la seule réalisée lors d’une épidémie de grippe récemment survenue dans la Bahia.
En 1891, il passa à la chaire de Médecine publique, détenue alors par Virgilio Damásio, devenant professeur en médecine légale, et s’efforçant dès lors de mettre en œuvre les propositions de Damásio. Celui-ci, après avoir visité différents pays d’Europe, proposa notamment, dans le compte rendu de ce voyage, la mise en place d’un enseignement pratique de cette matière et la qualification au titre d’experts de la police des professeurs de médecine légale. Nina Rodrigues apporta dans cette discipline, comme dans tout le reste, de grandes transformations. Afrânio Peixoto souligne qu’il « donna tant de lustre à la spécialité que, par tout le pays, c’était la chaire la plus recherchée ».
Sur la base de ses travaux, il proposa une reformulation du concept de responsabilité pénale, conçut une réforme des examens médico-légaux et joua un rôle de pionnier dans l’assistance médico-légale aux malades mentaux, en plus de défendre le recours à l’expertise psychiatrique non seulement dans les asiles d’aliénés, mais aussi devant les tribunaux.
Parallèlement, il analysa en profondeur la position et les problèmes de l’Africain au Brésil, faisant école dans ce domaine. Les principaux ouvrages dans lesquels il exposa ses idées à ce sujet sont As raças humanas e a responsabilidade penal no Brasil (1894), O animismo fetichista dos negros da Bahia (1900) et surtout Os africanos no Brasil (1932).
L’Instituto Médico Legal Nina Rodrigues (IMLNR), la plus ancienne des quatre institutions qui composent le Département de police technique de la Bahia, fut créé en 1906 par le prof. Óscar Freire et reçut, par décision du Conseil de la faculté de médecine de Bahia, sa dénomination en hommage à Nina Rodrigues, décédé cette même année, à l’âge de 44 ans.

## Travaux et théories

### Vision racialiste
Nina Rodrigues fut le premier scientifique brésilien à introduire dans son pays les thèses racistes modernes, en les faisant passer pour scientifiques et avancées. En cela, il subit fortement l’influence du criminologue italien Cesare Lombroso, mais aussi, pour ce qui touche aux liens entre délinquance et types raciaux, d'Ernest-Charles Lasègue, Jean-Pierre Falret, Scipio Sighele, Gustave Le Bon et Jean-Martin Charcot. De façon plus générale, ses travaux s’inscrivent dans une vaste tentative entreprise au XIXe siècle d’édifier une science systématique de la nature humaine.
L’année de l’abolition de l’esclavage au Brésil, il écrivit : «  l’égalité est fausse, l’égalité n’existe qu’aux mains des juristes ».  En 1894, il fit paraître un essai où il défendait la thèse selon laquelle il devrait y avoir un code pénal distinct pour chacune des différentes races. Au Brésil p.ex., soutenait-il, le statut juridique du noir devrait être le même que celui d’un enfant, théorie particulièrement néfaste à un moment où les noirs, affranchis de fraîche date, luttaient pour obtenir une citoyenneté pleine et entière.
Nina Rodrigues fut aussi l’un des introducteurs de l’anthropologie criminelle, de l’anthropométrie et de la phrénologie au Brésil. En 1899, il publia Mestiçagem, Degenerescência e Crime, où il s’évertuait à démontrer ses thèses sur la dégénérescence et sur les propensions à la criminalité des noirs et des métis. Les titres de ses autres publications sont à cet égard éloquents : Antropologia patológica: os mestiços, Degenerescência física e mental entre os mestiços nas terras quentes (litt. Dégénérescence physique et mentale chez les métis en terres chaudes). Selon lui, noirs et métis représentaient un fardeau pour le Brésil.
Sa œuvre majeure cependant est Os Africanos no Brasil (litt . les Africains au Brésil), recueil de textes rédigés entre 1890 et 1905, et publié posthumément. Ces textes sont les premières grandes études sociologiques consacrées à la présence noire dans la culture brésilienne et prennent rang parmi les travaux les plus importants inspirés par le dénommé racisme scientifique vers la fin du XIXe et le début du XXe. D’emblée, dans l’introduction, il s’efforce de démonter la vision, selon lui fausse, prévalant relativement aux noirs brésiliens, telle qu’elle fut conçue par le mouvement abolitionniste : « Pour donner [à l’esclavage] cette image impressionnante, il a été nécessaire ou approprié de prêter au noir l’organisation psychique des blancs pauvres plus civilisés (…). Le sentiment fort noble de sympathie et de piété, amplifié jusqu’aux proportions d’une avalanche énorme dans la suggestion collective de tout un peuple, avait conféré au noir (…) des qualités, sentiments, propriétés morales ou idées que celui-ci n’a jamais eus et qu’il ne pourra jamais avoir ; et dans cette situation d’urgence, il n’apparaît pas à propos d’avoir émis un tel jugement, car l’exaltation sentimentale ne laissa ni le temps, ni le calme pour la réflexion et le raisonnement ». Il y a lieu, dit-il, de séparer la sympathie que l’on peut certes avoir pour le noirs victimes de l’esclavage d’une part, et la science d’autre part : « les destinées d’un peuple ne devraient pas être à la merci des sympathies et des haines d’une génération. La science, qui ne connaît pas de tels sentiments, se trouve dans son plein droit lorsqu’elle exerce librement la critique et étend celle-ci avec la même impartialité à tous les éléments ethniques d’un peuple (...). Si nous connaissons des hommes noirs ou de couleur au mérite incontestable et dignes d’estime et de respect, ce fait ne doit pas nous empêcher de reconnaître cette vérité – que jusqu’à aujourd’hui, les noirs n’ont pas su s’ériger en peuples civilisés ». Poursuivant dans le même sens, il écrivit : « la race noire au Brésil, quelque grands qu’aient été ses incontestables services à notre civilisation, quelque justifiées que soient les sympathies que lui a valu l’abus révoltant qu’est l’esclavage, quelque grandes que se révèlent être les généreuses exagérations de ses thuriféraires, est appelée à rester toujours l’un des facteurs de notre infériorité en tant que peuple ».  C’est pourquoi il glorifia ceux qui en 1695 détruisirent le quilomba de Palmares, dans la province d’Alagoas, car ils mirent un terme à la « plus grande des menaces à la civilisation du futur peuple brésilien : ce nouvel Haïti, réfractaire au progrès et inaccessible à la civilisation, que Palmares victorieuse eût planté au cœur du Brésil ».
Selon Nina Rodrigues, l’infériorité des noirs, et des populations non blanches en général, serait « un phénomène d’ordre parfaitement naturel, produit par la marche inégale du développement phylogénétique de l’humanité en ses diverses divisions et sections ». Au Brésil, les Aryens devraient considérer comme étant de leur devoir de ne jamais permettre que les masses noires et métisses puissent interférer dans les destinées du pays. « La civilisation aryenne est représentée au Brésil par une faible minorité de race blanche à qui incombe la charge de la défendre (...) (contre) les actes anti-sociaux des races inférieures, que ceux-ci soient de véritables crimes selon la conception de ces races elles-mêmes, ou qu’ils soient au contraire des manifestations du conflit, de la lutte pour l’existence entre la civilisation supérieure de la race blanche et les ébauches de civilisation des races conquises ou soumises ». Jamais auparavant sans doute n’avait-on plaidé aussi ouvertement pour la répression et le contrôle social à l’encontre des couches populaires, incarnées ici par les populations non blanches.
Sa foi inébranlable dans le déterminisme biologique conduisit Nina Rodrigues à dénigrer, en dépit de ses propres origines, le produit du mélange des races. Il était rejoint dans cette opinion par une série d’autres écrivains et intellectuels métis, tels que Machado de Assis, Lima Barreto et Euclides da Cunha, qui avaient tous amplement contribué à façonner l’image de soi du Brésil au tournant du siècle, mais étaient tous, tout autant que Nina Rodrigues, incapables de s’aviser que cette vision négative était contredite par les réalisations mêmes des sang-mêlés dans le domaine culturel. Nina Rodrigues, à qui il était impossible, en raison de son phénotype, de dissimuler son ascendance africaine et sa condition de métis, fut l’un des rares mulâtres de cette époque à atteindre une position sociale aussi élevée. Les portraits photographiques de Baianais éminents membres de la Société baianaise de géographie et d’histoire portent à estimer que 2 sur 10 des membres de l’élite de cette époque étaient des métis ostensibles. Cependant, les métis avaient des difficultés à se faire accepter dans la haute société de Salvador, que ce soit socialement ou en tant que travailleurs intellectuels, au même titre que la classe des propriétaires terriens héritiers de la colonisation. Ainsi fallut-il attendre l’année 1939 et l’intervention du médecin, sociologue et historien Afrânio Peixoto pour que les écrits de Nina Rodrigues fussent reconnus.
Néanmoins, les thèses de Nina Rodrigues recueillirent en leur temps un écho largement favorable dès leur parution et influencèrent fortement toute une génération de scientifiques et d’intellectuels brésiliens, y compris des écrivains progressistes et républicains comme Euclides da Cunha, de qui l’œuvre monumentale Os Sertões (titre fr. Hautes Terres) était imprégnée de l’esprit de l’époque, même si l’auteur, au fil de son récit des événements de Canudos, arriva à des conclusions contredisant ses a priori théoriques et idéologiques, et qu’il en viendra à manifester son admiration pour la résilience et la capacité d’adaptation du sertanejo métissé.
Par la suite, les idées de Nina Rodrigues ne furent pas épargnées par les critiques. Jorge Amado e.a. le mit en scène dans son roman Tenda dos Milagres (titre fr. La Boutique aux miracles), sous les traits du professeur Nilo Argolo ; le titre de l’ouvrage dont ce personnage fictif est l’auteur, Métissage, Dégénérescence et Criminalité, renvoie directement à Nina Rodrigues.

### La théorie appliquée au cas d’Antônio Conselheiro
En 1893, le prédicateur laïc Antônio Conselheiro, après des années de pérégrinations dans les sertões nordestins, décida, avec sa troupe d’adeptes, de fonder dans le lieu-dit Canudos, sur les berges du fleuve Vaza-Barris dans le nord de l’État de la Bahia, une communauté autonome, qui se développera bientôt en une ville de plusieurs dizaines de milliers d’habitants. En risquant ainsi de priver de leur main-d’œuvre les grandes fazendas circonvoisines, et ayant instauré un système social et économique propre (comportant une part de collectivisme), Canudos ne tardera pas à susciter l’hostilité tant des grands propriétaires terriens traditionnels que de l’Église. Les élites locales mobilisèrent leur entregent dans la capitale bahianaise pour obtenir une intervention d’abord policière contre Canudos, puis, après l’échec de celle-ci, une campagne militaire de l’armée fédérale, que les Canudenses tinrent en échec durant de longs mois avant que la ville ne fût finalement entièrement détruite et ses habitants massacrés dans leur quasi-totalité. Une fois liquidé le dernier réduit des insurgés conselheiristes, l’ordre fut donné d’exhumer le corps du chef religieux, décédé dans les dernières semaines du conflit, sans doute de la dysenterie, de prendre l’unique photo jamais réalisée du personnage, et de séparer, au moyen d’un coutelas, sa tête du reste du cadavre. La tête fut fichée sur une pique, puis transportée au littoral, où elle fut brandie en tête de parades militaires, à la vue de tous, dans chaque grande ville de la côte nord-est, avant d’être finalement remise à Nina Rodrigues pour examen.
Parmi les justificatifs — prosélytisme monarchiste, fanatisme religieux, barbarie contre civilisation, atteinte à l’ordre public, déprédations, etc. — de cette guerre d’anéantissement, entrée dans l’histoire du Brésil sous le nom de guerre de Canudos, figure aussi la thèse selon laquelle Canudos aurait été le produit de la psychose individuelle de son chef Antônio Conselheiro doublée d’une psychose collective des populations des campagnes, thèse que le seul fait que Canudos a pu exister et prospérer pendant plusieurs années suffirait à réfuter, mais que beaucoup de promoteurs de la république et d’observateurs originaires du littoral se complaisaient à invoquer. L’artisan de ce diagnostic de démence, plus spécifiquement de psychose systématique progressive (terme équivalent au délire chronique proposé par Valentin Magnan) et de paranoïa, établi à l’endroit d’Antônio Conselheiro lors de la dernière phase du conflit en 1897, fut Nina Rodrigues, grande autorité médicale de l’époque. C’est sur ce diagnostic que s’appuieront par la suite la plupart des écrits sur Canudos et des comptes rendus rédigés après les événements (sans exclure l’ouvrage d’Euclides da Cunha).
En outre, les imputations de folie et de fanatisme, combinées aux conceptions alors en vogue issues de la psychologie des foules et inspirées des travaux de Gustave Le Bon ou au concept d’insanité morale élaboré par le britannique Henry Maudsley, étaient à l’origine de toute une théorie tendant à interpréter les révoltes sociales comme résultant de l’influence et de l’action d’une personnalité psychopathique au sein d’un environnement marqué par l’ignorance, la pauvreté ou la dégénérescence, incluant dans ces facteurs psychosociaux des caractéristiques biologico-raciales.
À Salvador, la personnalité d’Antônio Conselheiro était ainsi mesurée, évaluée et interprétée par des médecins et universitaires en vue, au premier rang desquels Nina Rodrigues, qui s’appliquait à chercher avec une extrême minutie sur des cadavres de fous et de délinquants avérés les stigmates physiques de leur déviance. Ses écrits, qui rendent compte de ces travaux et dont Da Cunha eut connaissance, posèrent les jalons d’une anthropologie criminelle du Brésil, soucieuse de prendre aussi en compte les particularités raciales et culturelles du pays. Il examinait les caractères physiques des criminels et, plus spécialement, de la population mulâtre, pour tenter d’y détecter des symptômes de dégénérescence liée à la mixité raciale. C’est donc logiquement à lui que le crâne du Conselheiro sera confié pour expertise, eu égard à la réputation qu’il avait acquise dans ce domaine par ses théories sur les effets dégénératifs de la mixité raciale et du lien qu’il avait établi entre maladie mentale et « contagion messianique ». Ses thèses en la matière, qui ne faisaient que traduire la pensée de l’élite citadine non seulement sur la personnalité et l’état mental du Conselheiro, mais aussi sur la population du sertão en général, sont exposées plus particulièrement dans deux articles de sa main ; ce sont, d’une part, A loucura epidêmica de Canudos. Antônio Conselheiro e os jagunços (N.B. loucura = folie), rédigé juste avant la liquidation de Canudos et publié en novembre 1897, et d’autre part, A locoura das multidões. Nova contribução das loucuras epidêmicas no Brasil, paru d’abord en France dans les Annales médico-psychologiques en mai-juin 1898 sous le titre Épidémie de folie religieuse au Brésil. Nina Rodrigues y développe, alors qu’il se trouvait à Salvador, sa vision de la guerre de Canudos, centrant son interprétation sur la figure anachronique d’Antônio Conselheiro, le fou de Canudos, dont la folie lui paraît avérée, en dépit du caractère partiel des données qu’il a de sa biographie. On peut s’étonner de ce diagnostic à distance, établi sur la foi de témoignages invérifiables (et, plus généralement, du jugement péremptoire porté sur Antônio Conselheiro par divers chroniqueurs à qui il n’avait pourtant jamais été donné de le rencontrer), mais, écrit-il dans le premier de ces deux articles, « l’aliénation qui l’atteint est connue jusque dans ses moindres détails, et elle peut parfaitement faire l’objet d’un diagnostic à partir de données tronquées ou insuffisantes, comme celles que l’on possède sur l’histoire personnelle de cet aliéné ». Ainsi n’hésite-t-il pas à plaquer sur Antônio Conselheiro ses présupposés théoriques inspirés des thèses lombrosiennes, et relève-t-on, dans son analyse de la personnalité du Conselheiro, des termes et des segments de phrase tels que « aliéné », « cristallisation du délire d’Antônio Conselheiro dans la troisième période de sa psychose progressive », « délire chronique », « psychose systématique progressive », « paranoïa primaire », « folie hallucinatoire », « relation avec Dieu de nature probablement hallucinatoire », « délire de persécution », « folie hypocondriaque », « aliéné migrateur », « phase mégalomaniaque de sa psychose », « aliéné pris d’un délire religieux (en) » etc, sans oublier le titre même de son article, la Folie épidémique de Canudos, en soi très révélateur. Le texte comporte par ailleurs quelques assertions étonnantes, notamment qu’Antônio Conselheiro infligeait de mauvais traitements à sa femme, que celle-ci fut violée par un policier à Ipú avant qu’elle ne quittât le Conselheiro ; que sa personnalité comportait un côté violent et qu’à un certain moment il avait blessé son beau-frère ; et que ses fréquents changements d’emploi étaient le reflet de son instabilité et dénotait un « délire de persécution ». Selon Nina Rodrigues, Antônio Conselheiro aurait trouvé « une formule à son délire » et une expression à sa « mégalomanie » notamment sous la forme de la fustigation du luxe et du plaisir. Mais avant tout, Nina Rodrigues considère Antônio Conselheiro comme un perturbateur venu rompre un équilibre et ayant déréglé la « vie paisible de la population agricole du sertão » en préconisant, à la place d’une existence rangée, une « vie d’errance et de communisme ». Son arrestation (dans le cadre de l’enquête sur la mort de sa mère) sera l’occasion de voir révélée publiquement sa paranoïa, le Conselheiro commençant alors en effet à agir comme le Christ et à être désormais possédé par une vision « hallucinatoire ».
Quant au crâne d’Antônio Conselheiro, Nina Rodrigues l’examina minutieusement à la recherche d’éventuelles anomalies morphologiques congénitales, eu égard à ce que, selon les conceptions scientifiques de cette époque, la folie, la démence et le fanatisme devaient pouvoir se déceler dans les traits du visage, dans la forme du crâne et dans les circonvolutions du cerveau. Toutefois, il arriva à la conclusion que c’était là un crâne « normal » de métis, exempt de signes d’anomalie ou de dégénérescence, ce qui était supposé confirmer le diagnostic psychiatrique déjà établi tendant à voir dans la rébellion de Canudos le résultat de la contamination d’une population fétichiste par un délirant chronique.
Pourtant, les prêches d’Antônio Conselheiro montrent un chef religieux très différent du fanatique mystique ou du prophète millénariste tel que dépeint dans Os Sertões ; ils révèlent au contraire un campagnard lettré, capable d’exprimer de façon articulée ses conceptions politiques et religieuses, lesquelles du reste étaient en concordance avec un catholicisme traditionnel, jugé de bon aloi dans l’Église brésilienne du XIXe siècle. Le fait que les habitants de Canudos acceptèrent de bon cœur des règles assez spartiates prescrites par Antônio Conselheiro, et que la communauté fonctionnait sans accroc, offrant secours et soulagement aux croyants, était dédaigné par les chroniqueurs du littoral et par Nina Rodrigues lui-même. En réalité, si tant de sertanejos se joignirent à l’exode à destination de Canudos, c’était avant tout par désir de trouver de meilleures conditions d’existence, non pour accomplir une retraite dans quelque utopie fanatique et primitive ; il s’agissait d’une décision collective, pratique et rationnelle, prise en dernier ressort, en vue d’échapper à des conditions matérielles et sociales devenues insupportables.

## Publications
Son œuvre publiée comprend une soixantaine d’ouvrages et articles sur des thèmes relevant de différentes spécialités médicales, dont en particulier la médecine légale, de l’anthropologie, du droit, de la psychologie et de la sociologie, et publiés dans diverses revues, parmi lesquelles la Gazeta Médica (dont il était le rédacteur en chef), le Jornal do Comércio, la Revista Médica de São Paulo, les Annales médico-psychologiques (France), la Revista Brazileira, la Revista Médico Legal da Bahia (organe de la Société de médecine légale de Bahia, du conseil éditorial duquel il faisait partie). Plusieurs de ses travaux furent publiés en français, et sont restés inédits encore en langue portugaise. Parmi ses principaux écrits, l’on citera :
- A Morféia em Andajatuba (1886).
- Das amiotrofias de origem periférica (thèse de doctorat, 1888).
- As raças humanas e a responsabilidade penal no Brasil (1894). PDF.
- O animismo fetichista dos negros baianos (1900).
- O alienado no Direito Civil Brasileiro (1901).
- Manual de autópsia médico-legal. Salvador (1901).
- Os Africanos no Brasil (1932). PDF.
- As Coletividades anormais (1939).